# Paracaroides pauliani
Paracaroides pauliani är en fjärilsart som beskrevs av Pierre E.L. Viette 1958. Paracaroides pauliani ingår i släktet Paracaroides och familjen nattflyn. Inga underarter finns listade i Catalogue of Life.